# Blanche von Namur

Blanche von Namur, unbekanntes Datum

Blanche von Namur (schwedisch und norwegisch Blanka av Namur; * um 1320 in Namur; † Herbst 1363 möglicherweise in Tønsberg) war von 1335 bis zu ihrem Tod Königin von Schweden und Norwegen.

## Frühe Jahre
Blanche von Namur war Tochter des Johann I. von Dampierre, Graf von Namur (1267–1330) und seiner zweiten Ehefrau Maria von Artois (1291–1365), einer Verwandten König Ludwigs VIII. Sie wurde vermutlich in der Zitadelle von Namur geboren, ihr Geburtsjahr ist unbekannt. Sie wird aber als etwa gleichaltrig mit ihrem Mann beschrieben. Sie soll nach der schwedischen Chronik des Ericus Olai ausnehmend schön gewesen sein.

## Königin
Im Juni 1334 reiste Magnus Eriksson mit Gefolge nach Namur und verlobte sich dort mit Blanche. Im Oktober oder November 1335 fand die Hochzeit der beiden statt, wahrscheinlich in Tønsberghus, es wird aber auch Oslo genannt, weil Erik sich Festschmuck vom Nonneseter Kloster lieh. Außerdem stellte König Edward III. für Blanche und ihr Gefolge am 12. August 1335 einen Geleitbrief für die Reise zur Eheschließung nach Norwegen aus. Die Mutter stellte 268 Pariser Pfund als Aussteuer zur Verfügung. Anschließend fuhr das Paar nach Schweden. Als Morgengabe erhielt sie die Einnahmen des Abgabenbezirks Tønsberg. Wie es zu dieser Gattenwahl gekommen ist, ist nicht bekannt. Steinar Imsen weist aber darauf hin, dass Blanche sowohl mit dem französischen als auch mit dem englischen Königshaus und dem Kaiserhaus Luxemburg verwandtschaftliche Beziehungen hatte und dass die norwegische Außenpolitik damals traditionell auf Frankreich und Flandern ausgerichtet war. Deshalb habe wohl ihr Schwager Albrecht von Mecklenburg die Ehe angebahnt. Außerdem seien zwei ihrer Brüder im Ostseeraum politisch aktiv gewesen, wenn auch die Kontakte erst nach 1335 belegt sind.
Im Sommer 1336 wurden Blanche und Magnus feierlich von einem deutschen Bischof zur Königin bzw. zum König von Norwegen und Schweden gekrönt, wahrscheinlich am 22. Juli in der Nicolaikirche von Stockholm. Ihre Hofmeisterin war während ihrer Minderjährigkeit Birgitta von Schweden. Die Ehe wird als glücklich geschildert. Blanche von Namur wird von zeitgenössischen Quellen als hübsch und intelligent beschrieben, jedoch ist kein Bild überliefert. Ihre Verbindungen nach ihrer Heimat rissen nach der Hochzeit offenbar nicht ab. 1345 kamen ihre Halbbrüder aus der ersten Ehe ihres Vaters mit Margarethe von Clermont, Ludwig und Wilhelm von Namur, zu Besuch und Ludwig trat 1353 sogar in den Dienst des Königs. 1341 schenkte ihr der König zwei Mark Kölnisch in Gold jährlich auf Lebenszeit. 1346 schenkte er ihr noch eine weitere jährliche Summe in Silber aus den Einnahmen des Marktes in Skanör. Im gleichen Jahr übertrugen sie große Ländereien an Birgitta von Schweden, darunter Vadstena, wo diese ein Kloster für den von ihr gegründeten Birgittinen-Orden errichtete. 1353 tauschte Blanche den Tributbezirk Tønsberg gegen den größten Teil von Båhuslen und Borgarsyssel ein, weil diese Gebiete näher an ihren Besitzungen Dalsland und Värmland in Schweden lagen. Diese Besitzungen sollten im Falle des Todes ihres Mannes als Witwenunterhalt dienen.
Blanche war die erste einer Reihe von Unionsköniginnen, die im 15. und 16. Jahrhundert die nordische Geschichte mitprägten, von denen die bedeutendste ihre Schwiegertochter Margarethe I. war. Sie siegelte Urkunden in Anwesenheit des Königs und schloss am 19. März 1351 in Jönköping selbständig in Anwesenheit vieler geistlicher und schwedischer Herren sowie des norwegischen Reichsverwesers Orm Eysteinsson ein Abkommen mit dem Nuntius Johannes Guilaberti über die Bedingungen, unter welchen die dem Papst zustehenden Abgaben für den Krieg gegen Novgorod ausgeliehen wurden, zu dem Papst Clemens VI. aufgerufen hatte. Das Abkommen wurde vom König einige Monate später bestätigt. Nach einer Rechnung über den schwedischen Anteil hatte sie 12.000 Schwedische Mark erhalten. Dafür verpfändete sie ihren gesamten Herrschaftsbereich und auch der König musste Teile seines Krongutes verpfänden.
Blanche wurde von zeitgenössischen Schmähschriften wohl zu Unrecht beschuldigt, 1359 einen Giftanschlag auf ihren Sohn Erik und dessen Ehefrau Beatrix verübt zu haben, an dem diese gestorben seien, denn es kam vor seinem Tode zu einer Versöhnung. Die Pest ist die wahrscheinlichere Todesursache.

## Tod
Woran Blanche gestorben ist, ist nicht bekannt. Ihr letztes Lebenszeichen ist eine am 1. Juli 1363 in Tønsberg besiegelte Urkunde. Auch ihr Grab ist unbekannt. Möglicherweise wurde sie in der St.-Bendts-Kirche (Ringsted) in Dänemark beigesetzt, dies ist jedoch unbelegt. Testamentarisch hatten sie und der König das Kloster Vadstena als Grabstätte bestimmt. Ihre persönliche Habe war spärlich, wie die Inventarliste ihres Nachlasses vom 27. Februar 1365 ausweist. Sie war durch die Kriege des Königs und die damit verbundene Verpfändung ihres Vermögens ruiniert.

## Familie
Blanche und Magnus hatten drei Töchter sowie die Söhne und späteren Könige Erik XII. (1339–1359) und Haakon VI. (1340–1380).